# Port lotniczy Los Comandos
Port lotniczy Los Comandos – jeden z salwadorskich portów lotniczych, znajdujący się w miejscowości Los Comandos.